# Trixagus grancanariae
Trixagus grancanariae is een keversoort uit de familie dwergkniptorren (Throscidae). De wetenschappelijke naam van de soort werd in 1982 gepubliceerd door Franz.